# Swetowratschene-Gletscher
Der Swetowratschene-Gletscher (bulgarisch ледник Световрачене lednik Swetowratschene) ist ein 7,5 km langer und 4 km breiter Gletscher auf der Brabant-Insel im Palmer-Archipel westlich der Antarktischen Halbinsel. Von den Ost- und Südhängen des Taran-Plateaus und den Südhängen der Avroleva Heights fließt er nordöstlich des unteren Abschnitts des Malpighi-Gletschers, südöstlich des Laënnec-Gletschers und südlich des Mitew-Gletschers in südöstlicher Richtung zur Pampa-Passage, die er nordöstlich des Bov Point erreicht.
Britische Wissenschaftler kartierten ihn 1980 und 2008. Die bulgarische Kommission für Antarktische Geographische Namen benannte ihn 2015 nach der Ortschaft Swetowratschene im Westen Bulgariens.